# Nikola Mandić
Nikola Mandić (ur. 20 stycznia 1869 w Travniku, zm. 7 czerwca 1945 w Zagrzebiu) – chorwacki polityk i prawnik.

## Życiorys

### Edukacja
Pochodził z rodziny bośniackich Chorwatów, wyznania katolickiego. Po ukończeniu gimnazjum w Sarajewie rozpoczął studia prawnicze na Uniwersytecie Wiedeńskim, które ukończył w 1894 obroną pracy doktorskiej. Powrócił do Sarajewa, gdzie pracował jako urzędnik wymiaru sprawiedliwości.

### Początki kariery politycznej
W 1907 Mandić wraz z grupą współpracowników założył Chorwacki Związek Ludowy (Hrvatska narodna zajednica, HNZ). Partia uzyskała wsparcie ze strony Austro-Węgier, a sam Mandić objął stanowisko wiceburmistrza Sarajewa. Po aneksji Bośni i Hercegowiny przez Austro-Węgry w 1908 Mandić zasiadał w nowym parlamencie bośniackim (Bosanski sabor), w którym był przedstawicielem HNZ. W 1911 został przewodniczącym tego parlamentu (zasiadał w nim aż do listopada 1918). Mandić założył Chorwacki Bank Centralny, którego został pierwszym prezesem, a także Bank Rolny Sarajewa.
W pierwszych wyborach do parlamentu Królestwa SHS Mandić zdobył mandat, ale jego objęcie zostało zablokowane przez niechętnych mu polityków serbskich. W latach 1920–1921 objął jednak mandat deputowanego, a w parlamencie reprezentował Chorwacką Partię Ludową. 28 czerwca 1921 zagłosował przeciwko uchwaleniu konstytucji widowdańskiej, określającej dominację Serbów w państwie i wycofał się z aktywnej działalności politycznej.

### Niepodległe Państwo Chorwackie
Do działalności politycznej Mandić powrócił w czasach Niepodległego Państwa Chorwackiego. W pierwszych latach wojny pracował jako adwokat w Sarajewie, a także pełnił funkcję prezesa Izby Adwokackiej. W 1943 został zaproszony przez Ante Pavelicia do objęciu urzędu premiera. Wybór ten został przyjęty z niechęcią, a nawet wrogością przez polityków z otoczenia Pavelicia. Większość z nich wypominała Mandiciowi jego podeszły wiek i kwestionowała zdolność do kierowania pracami rządu. Planów Mandicia, aby stworzyć rząd szerokiej koalicji nie udało się zrealizować.
1 marca 1944 Nikola Mandić wraz z ministrem spraw zagranicznych NDH Stijepo Periciem odwiedzili Adolfa Hitlera w jego kwaterze Schloss Klessheim k. Salzburga. W toku rozmów Hitler podkreślał znaczenie Chorwacji jako sojusznika Niemiec i zgadzał się, aby 13. Dywizja Górska SS pozostała w Bośni, by „bronić miejscowej ludności”. W marcu 1945 Mandić skierował memorandum do brytyjskiego marszałka Harolda Alexandra z deklaracją przejścia na stronę Aliantów, ale zostało ono zignorowane.
8 maja 1945 Mandić wraz ze swoim gabinetem opuścił Zagrzeb i udał się w kierunku Austrii. Tydzień później poddał się oddziałom armii brytyjskiej i zażądał azylu politycznego. Brytyjczycy zignorowali jego żądania i wydali go 18 maja partyzantom NOVJ. Mandić stanął przed trybunałem wojskowym w Zagrzebiu i 6 czerwca 1945 został skazany na śmierć za kolaborację. Wyrok wykonano następnego dnia.